# 峨眉条鳎
峨眉条鳎（学名：Zebrias quagga），又名峨嵋條鰨、龍舌、鰨沙、比目魚，为輻鰭魚綱鰈形目鰨亞目鳎科条鳎属的鱼类，俗名瓜格斑鳎沙、匡格条鳎。分布于西达波斯湾、南达印度尼西亚以及海南岛、广西、广东及台湾等海区等，属于暖水性浅海底层鱼，體長可達15公分，棲息在沙泥底質底層水域，以底棲性無脊椎動物為食，生活習性不明，可做為食用魚。该物种的模式产地在孟买。